# Varronia parviflora
Varronia parviflora là loài thực vật có hoa trong họ Mồ hôi. Loài này được (Ortega) Borhidi miêu tả khoa học đầu tiên năm 1988.